# تباين يودي
التباين اليودي هو أحد أشكال المواد المظللة الوريدية الحاوية على اليود، يعزز رؤية البنى والأعضاء الوعائية أثناء إجراءات التصوير الشعاعي. تمكن العلماء من دراسة بعض الأمراض، مثل السرطان، بشكل أفضل باستخدام التباين اليودي.
تبلغ الكثافة الإشعاعية للتباين اليودي 25-30 وحدة هاونزفيلد لكل ميليغرام من اليود لكل ميليلتر عند قيمة جهد أنبوب تبلغ 100-120 كيلو فولت ذروي.

## الآثار الضائرة
قد تسبب عوامل التباين اليودي تفاعلات حساسية، واعتلال الكلية الناجم عن مواد التباين، وفرط الدرقية، وربما تراكم الميتفورمين. مع ذلك، لا توجد مضادات استطباب للتباين اليودي، لذلك، يجب تقييم الفوائد مقابل المخاطر.
سببت الأشكال القديمة من مواد التباين اليودي لدى الأشخاص المصابين بالوهن العضلي الوبيل زيادة خطر تفاقم المرض، لكن الأشكال الحديثة لم تبد مخاطر فورية متزايدة.

### تفاعلات فرط الحساسية
نادرًا ما تحدث تفاعلات تأقانية، لكنها قد تحدث استجابةً لإعطاء مادة التباين بالطريق الحقني والفموي وعبر المستقيم وحتى عند تصوير الحويضة بالطريق الراجع. تشبه بأعراضها التفاعلات التأقية، ولكنها لا تنتج عن استجابة مناعية متواسطة بالغلوبيولين المناعي هـ. مع ذلك، يكون المرضى الذين لديهم تاريخ من تفاعلات الحساسية الناتجة عن مواد التباين معرضين لخطر متزايد من حدوث تفاعلات تأقانية. وُجد أن المعالجة المسبقة بالكورتيكوستيرويدات تقلل من حدوث التفاعلات الضائرة.

### اعتلال الكلية الناجم عن مواد التباين
يُعرَّف اعتلال الكلية الناجم عن مواد التباين على أنه إما زيادة بنسبة تزيد عن 25% في كرياتينين المصل أو زيادة مطلقة بمقدار 0.5 ملغ/دل في كرياتينين الدم. قد يكون التباين اليودي سامًا للكلى، خاصةً عند إعطائه عبر الشرايين قبل إجراءات مثل تصوير الأوعية الإكليلية بالقسطر. لم يُثبت أن عوامل التباين غير الأيونية، التي تُستخدم حصريًا تقريبًا في التصوير المقطعي المحوسب، تسبب اعتلال الكلية الناجم عن مواد التباين عند إعطائها بالطريق الوريدي بالجرعات المعطاة في التصوير المقطعي المحوسب. 

### التأثيرات على وظيفة الغدة الدرقية
يمكن أن يسبب التعرض لوسائط التباين اليودية حدوث فرط درقية عرضي وقصور درقية عرضي. يحدث فرط الدرقية نتيجة تأثير اليود باعتباره ركيزة لهرمونات الغدة الدرقية، وتسمى ظاهرة جود-باسدو. يكون الخطر أعلى لدى المصابين بأمراض الغدة الدرقية الكامنة، مثل الدراق السمي متعدد العقيدات، وداء غريفز، التهاب الغدة الدرقية لهاشيموتو، إذ يجب مراقبة وظائف الغدة الدرقية. بخلاف ذلك، بالنسبة لعامة الناس، لا يعد الفحص الروتيني لوظائف الغدة الدرقية ضروريًا بشكل عام. 

### التداخلات مع الأدوية
يوصى بإيقاف الميتفورمين، وهو خافض سكر فموي، لمدة 48 ساعة بعد إعطاء وسائط التباين داخل الأوعية الدموية وألا يُستأنف استخدام الميتفورمين حتى يثبت أن وظائف الكلى طبيعية. السبب هو أنه إذا سبب وسيط التباين فشلًا كلويًا (وهو أمر نادر الحدوث) واستمر المريض بتناول الميتفورمين (الذي يُطرح كلويًا)، قد يحدث تراكم سام للميتفورمين، ما يزيد من خطر الإصابة بالحماض اللاكتيكي، وهو من المضاعفات الخطيرة.
مع ذلك، تشير الدلائل الإرشادية التي نشرتها الكلية الأمريكية لأخصائيي الأشعة إلى أن هذا الأمر ليس مهمًا للمرضى الذين لديهم وظائف كلية طبيعية ودون وجود دليل على إصابة الكلى الحادة. إذا وُجد اضطراب في الكلى قبل إعطاء مادة التباين، يجب إيقاف الميتفورمين لمدة 48 ساعة بعد الإجراء وحتى عودة وظائف الكلى إلى طبيعتها.
قد يتداخل التعرض لمادة التباين مع العلاج اللاحق باليود المشع، ما يسبب تأخير غير مرغوب فيه في تدبير سرطان الغدة الدرقية.
في السابق، اعتُبر استخدام حاصرات بيتا من عوامل خطر حدوث تفاعلات ضائرة مستحثة بوسيط التباين/تفاعلات فرط حساسية. بفضل الدراسات الأخيرة، تبين أن حاصرات بيتا لا تزيد من تواتر التفاعلات الضائرة عند مشاركتها مع عوامل التباين المشعة.